# David Jacobson (diplomático)

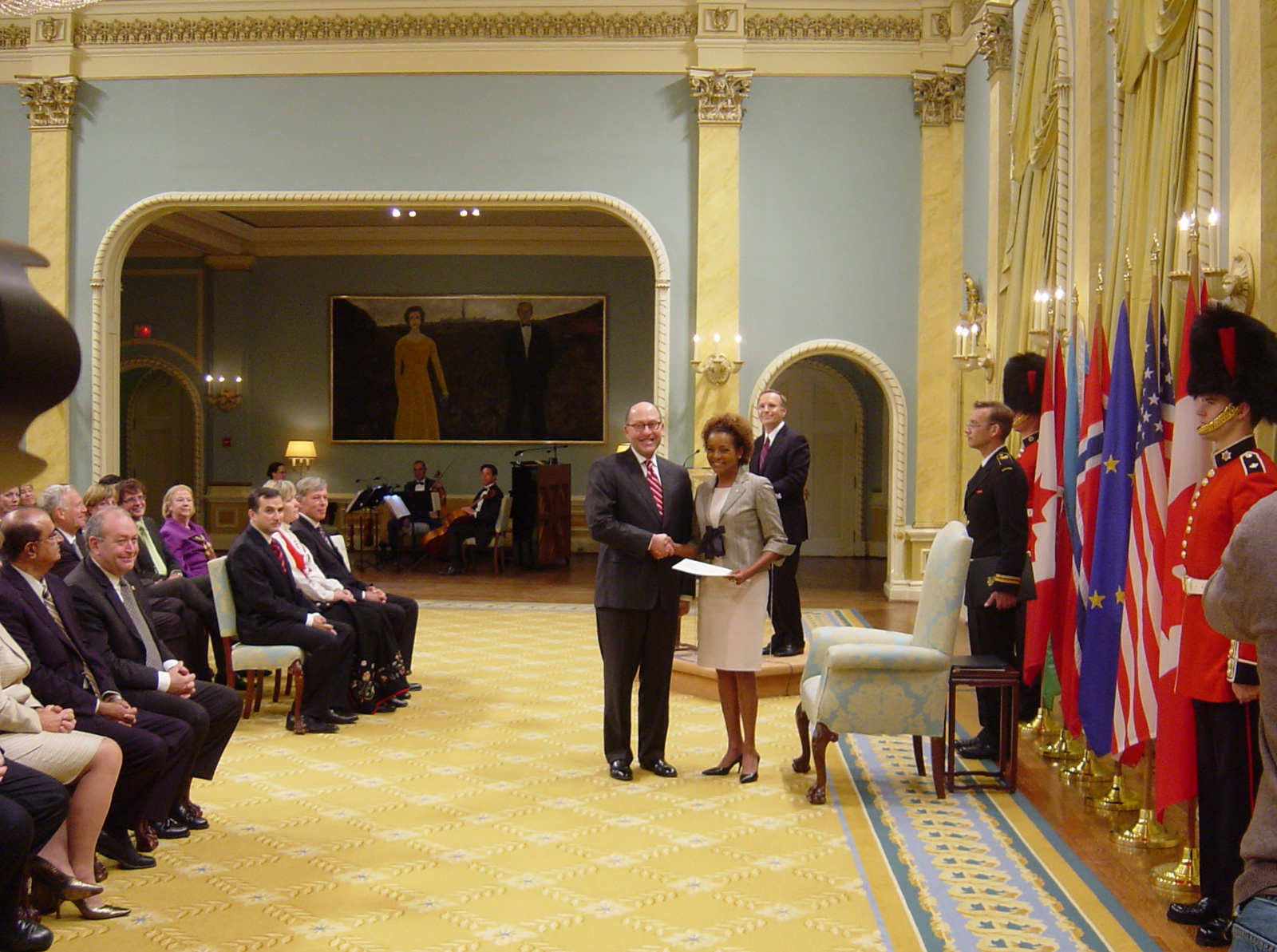
Jacobson presenta su Carta de Fe al Gobernador General de Canadá Michaëlle Jean en el salón de baile de Rideau Hall el 29 de octubre de 2009

David Cary Jacobson (nacido el 9 de octubre de 1951) es un abogado estadounidense, embajador de los EE. UU. en Canadá entre 2009 y 2013.
Se graduó en la Universidad Johns Hopkins y en el Georgetown University Law Center, y paso gran parte de su carrera trabajando en la oficina de Sonnenschein Nath & Rosenthal, una empresa de derecho internacional, en Chicago. Se convirtió en recaudador de fondos para la campaña a las elecciones presidenciales de 2008 por Barack Obama, y trabajando posteriormente en el equipo de transición presidencial de Obama en la Oficina de Personal Presidencial.
El cargo de Jacobson fue ratificado por el Senado de los Estados Unidos. Las audiencias para la ratificación comenzaron el 5 de agosto de 2009 y la ratificación final tuvo lugar el 23 de septiembre de 2009 por unanimidad. Sus credenciales fueron aceptadas por el Gobernador General de Canadá Michaëlle Jean el 2 de octubre de 2009, y tomó posesión de su cargo como embajador.